# 51419 Deshapriya
51419 Deshapriya è un asteroide della fascia principale. Scoperto nel 2001, presenta un'orbita caratterizzata da un semiasse maggiore pari a 2,2723717 au e da un'eccentricità di 0,1409288, inclinata di 2,58538° rispetto all'eclittica.